# Séraphîta
Séraphîta es una novela escrita en 1835 por el novelista y dramaturgo francés Honoré de Balzac que se encuentra incluida en la sección de los Études philosophiques de la serie de novelas La comedia humana. El texto ha sido modificado y ha tenido siete ediciones: la primera en Werdet (1835) en el mismo volumen que Los proscritos y Louis Lambert, y la última fue en 1846, donde ya figuraba en los Études philosophiques. La novela tuvo, como da prueba el número de ediciones, un considerable éxito sobre el público.
La obra profundiza en lo fantástico, e incluso en lo sobrenatural (un tema que Balzac siempre ha abordado con éxito). El tema de la androginia, que se explora en la novela, trae al mito antiguo de la perfección humana: el andrógino que es el ser total.

## Temática
En un castillo de Noruega situado cerca del fiordo de Stromfjord, Séraphitüs, un extraño y melancólico ser, parece ocultar un terrible secreto. Le gusta a Minna y él también gusta de ella, la cual ve en él a un hombre. Pero Séraphitus también es amado por Wilfrid, que lo considera como una mujer.
En realidad, Séraphitus-Séraphita es un andrógino perfecto, nacido de padres adeptos a la doctrina de Emanuel Swedenborg que tiene por objeto superar la condición humana y del cual Séraphitus-Séraphita es el ejemplo perfecto. Inmensamente erudito, dotado de facultades mentales sobrepasando el común de los mortales, lleva una vida solitaria y contemplativa. Pero este ser casi celestial sueña con conocer el amor perfecto, el cual consiste en el amor conjunto de dos seres de sexos opuestos. Por último, bajo los ojos asustados de Minna y Wilfrid, el ser perfecto se transforma en un serafín y asciende a los cielos. 